# Chloroclystis perspecta
Chloroclystis perspecta är en fjärilsart som beskrevs av Louis Beethoven Prout 1958. Chloroclystis perspecta ingår i släktet Chloroclystis och familjen mätare. Inga underarter finns listade i Catalogue of Life.